# 居魯士大帝日
居魯士大帝日（波斯語：‎，羅馬化：ruz-e kuroš-e bozorg）是一個非正式的伊朗節日，於每年阿班月7日（格里曆10月29日）發生，以紀念古代阿契美尼德波斯帝國的奠基者—居鲁士二世。該節日主要為民眾於法爾斯省帕薩爾加德居魯士二世墓舉行的集會。2021年10月，伊朗警方阻止民眾參觀該陵墓。

## 慶祝史
居魯士大帝日是一項於2000年代初，於互联网及社交網路網站上首現的發明傳統。據一些歷史文獻顯示，10月29日是居魯士二世在新巴比倫帝國於俄庇斯之战中被阿契美尼德波斯人打敗後，進入巴比倫的日子。該節日是伊朗民族主義者和君主主義者紀念伊朗在前伊斯蘭教時期的歷史。
這些慶祝活動均為非正式的活動，而該節日亦未有於任何官方日曆（如伊朗曆或联合国教育、科学及文化组织日曆）中標出。民間一直有聲音促請伊朗政府在官方層面承認這一天。2017年，伊斯蘭議會設拉子選區議員巴赫拉姆·帕賽公開要求政府正式承認及慶祝該節日。

## 2016年

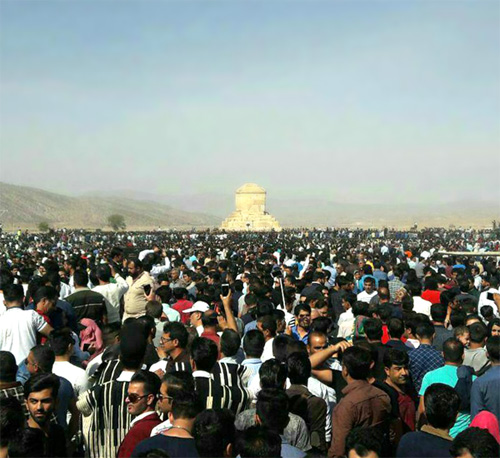
2016年10月28日，於帕薩爾加德進行的集會

2016年，該節日於10月28日（鑒於伊朗曆和格里曆的闰年交叠）星期五（因於伊斯蘭教的重要性而成為伊朗的法定周末）發生。結果，位於帕薩爾加德的居魯士二世墓吸引數以千計來自伊朗各地的民眾前往慶祝該節日，並呼喊民族主義口號。遊牧民族、部落成員及少數民族（包括库尔德人和阿拉伯裔伊朗人）均穿著傳統民族服裝出席慶祝活動。據目擊者指出，當日赴往居魯士二世墓的人數可說是史無前例，而通往該墓的道路據指亦出現嚴重交通擠塞。據一份2017年的非正式估算顯示，當日的參觀人數在15000～20000人之間。
有關集會其後漸漸演變成反對伊斯蘭共和國政府統治的抗議。據報道稱，伊朗示威者呼喊「不要加沙、不要巴勒斯坦，我們只會為伊朗犧牲自己！」、「伊朗是我們的祖國；居魯士是我們的父親」、「支持教權主義的政權只能與暴政同義，只能與戰爭同義」和「思想的自由不能於蓄鬍的人身上實現」等源自於社交媒體上爆紅的業餘視頻的口號。據《路透社》報道，示威者呼喊反阿拉伯情緒和親君主口號。有司法部官員指出，活動的組織者被拘捕。

## 2017年
2017年10月，法爾斯省文化遺產、手工藝及旅遊部在社交媒體發表並流傳一份官方聲明，指居魯士二世墓會於2017年10月27～30日期間，暫停對伊朗民眾開放。然而，有關部門的部長正式否認他們於該假期前數天制訂任何關閉陵墓的計畫。其後，所有通往帕薩加德縣的道路被伊朗當局以「進行中的工程」為由封閉。當局在位於帕薩爾加德的陵墓一帶豎立柵欄，而準軍事的巴斯基部隊於有關地區駐紮以進行操練。伊朗司法部代言人稱，情報與國家安全部已瓦解於居魯士二世日的「非法集會」計畫。